# Friedhelm Mennekes
Friedhelm Mennekes (1940, Bottrop, Alemanya) és un sacerdot jesuïta, Doctor en Filosofia, especialista en art contemporani,és un dels actors destacats en el diàleg contemporani entre cultura, Església i política. Mennekes ha dedicat bona part de la seva trajectòria a difondre la confluència entre art i religió, amb múltiples exposicions, conferències i articles. Ha col·laborat o treballat amb personatges com Donald Baechler, Joseph Beuys (el P. Mennekes va intervenir en la célebre acció que Beuys va dur a terme a Manresa), Christian Boltanski, James Brown, James Lee Byars, Francis Bacon, Eduardo Chillida, Marlene Dumas, Anish Kapoor, Cindy Sherman, Antoni Tàpies o Bill Viola, entre d'altres. Amb tots ells ha reeixit a analitzar la profunditat espiritual de l'art més enllà del seu contingut religiós. De 1987 a 2008 va ser rector de Sant Pere a Colònia, on va desenvolupar una intensa activitat com a promotor artístic. Ha impartit la docència a diferents universitats alemanyes i també ha estat professor visitant a facultats d'arreu del món. Alguns dels seus llibres traduïts al castellà són: Joseph Beuys. Pensar Cristo (Herder, 1997) i Intrusos en la casa, 1950-1971. Arte moderno, espacio sagrado (Fundación Museo Jorge Oteiza, 2011), escrit amb Jon Echeverria.